# Korfball

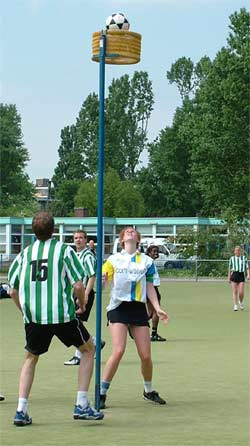
Korfball

Korfball är en lagsport, som har vissa likheter med basketboll. Det spelas i mer än 50 länder. Nederländerna och Belgien har flest spelare. Korfball skiljer sig från flertalet andra lagsporter genom att lagen består av både män och kvinnor. Ett korfballag består av fyra män och fyra kvinnor.

## Hur spelar man?
Korfball spelas antingen inomhus eller utomhus på en spelplan indelad i två planhalvor som kallas för zoner. I varje zon finns en stolpe (3,5 m, kortare för barn) med en korg på toppen. Denna korg är placerad på två tredjedelar av avståndet mellan mittlinjen och kortlinjen. Bollen liknar en vanlig fotboll. Två lag spelar mot varandra. Varje lag består av åtta spelare: två män och två kvinnor från varje lag i varje zon (anfall och försvar). Spelarna gör mål genom att skjuta bollen genom det andra lagets korg. Efter två mål byter spelarna zoner. Försvararna bli anfallare och anfallarna blir försvarare. Vid halvtid byter lagen planhalvor.

## Historia
Nico Broekhuysen, en nederländsk skollärare, lärde sig en gammal sport som kallades för ringboll eller korgboll i Sverige 1902. Man gjorde mål genom att skjuta bollen genom en ring som satt på en 3 meter hög stolpe. Korgboll är inte samma sak som basketboll och inte heller samma sak som korfball. Att basketboll tidigare ofta kallades korgboll har gjort begreppen diffusa. Korgbollen hade funnits sedan 1600-talet och hade andra regler; bland annat sex spelare på plan i varje lag, mot basketens fem och korfballens åtta. Kroppskontakt var förbjuden och det fanns ingen planka bakom korgarna. Efter att Broekhuysen kommit tillbaka till Nederländerna, bytte han ut ringen mot en korg (som kallas för korf på holländska) och förenklade reglerna. Eftersom hans skola hade gemensam idrott för både pojkar och flickor, skapade han nya regler så att alla kunde spela tillsammans med varandra samtidigt. Så föddes korfball.

## Internationell korfball
I början spelades korfball mest i Belgien och Nederländerna. Det var en uppvisningssport under OS 1920 och 1928 (som hölls i Antwerpen och Amsterdam).
Det internationella Korfballförbundet (IKF) bildades 1993 och korfball har spelats i det som kallas World Games sedan 1985. Sverige spelade sina första landskamper den 12-13 maj 2007 i turneringen Eurobowl west. Sverige mötte Wales, Luxemburg, Irland, Skottland och Frankrike. I matchen mot Luxemburg tog Sverige sin första poäng eftersom det var oavgjort vid full tid. VM-turneringar har spelats sedan 1978.

## Världsmästare
- 1978 - Nederländerna
- 1984 - Nederländerna
- 1987 - Nederländerna
- 1991 - Belgien
- 1995 - Nederländerna
- 1999 - Nederländerna
- 2003 - Nederländerna
- 2007 - Nederländerna
- 2014 - Nederländerna
- 2015 - Nederländerna
- 2019 - Nederländerna

## Medlemmar iIKF
- Afrika
  -  Botswana
  -  Elfenbenskusten
  -  Ghana
  -  Kamerun
  -  Kenya
  -  Malawi
  -  Marocko
  -  Sydafrika
  -  Zambia
  -  Zimbabwe
- Amerika
  -  Argentina
  -  Aruba
  -  Brasilien
  -  Colombia
  -  Curaçao
  -  Costa Rica
  -  Dominikanska republiken
  -  Kanada
  -  Peru
  -  Surinam
  -  USA
- Asien
  -  Filippinerna
  -  Hongkong
  -  Indien
  -  Indonesien
  -  Japan
  -  Kina
  -  Kinesiska Taipei
  -  Macao
  -  Malaysia
  -  Nepal
  -  Pakistan
  -  Singapore
  -  Sri Lanka
  -  Sydkorea
  -  Thailand
- Europa
  -  Armenien
  -  Belgien
  -  Bosnien och Hercegovina
  -  Bulgarien
  -  Cypern
  -  England
  -  Finland
  -  Frankrike
  -  Georgien
  -  Grekland
  -  Irland
  -  Italien
  -  Katalonien
  -  Kroatien
  -  Luxemburg
  -  Nederländerna
  -  Polen
  -  Portugal
  -  Rumänien
  -  Ryssland
  -  Schweiz
  -  Serbien
  -  Skottland
  -  Slovakien
  -  Sverige
  -  Tjeckien
  -  Turkiet
  -  Tyskland
  -  Ukraina
  -  Ungern
  -  Wales
- Oceanien
  -  Australien
  -  Nya Zeeland

## Korfball i Sverige
En korfballklubb startades i Stockholm 2001 av holländaren Arno Seinstra inför 100-årsjubileet av sportens tillkomst. Den heter Stockholm Korfball Klubb. Det är hittills den enda korfballklubben i Sverige.